# Eurial
Eurial è la denominazione abbreviata dell'European IAL proposto dal glottoteta Benct Phillip Jonsson come lingua comune dell'Europa.
L'Eurial non è altro che una forma aggiornata dell'indoeuropeo ricostruito dalla linguistica comparativa. Esso differisce dalla protolingua ricostruita per differenti ragioni:
- la perdita delle consonanti laringali che i linguisti ascrivono oggi all'indoeuropeo; l'assenza delle ipotetiche consonanti glottidali che una parte sempre più significativa dei linguisti ritiene oggi alla base delle consonanti indoeuropee tradizionalmente identificate come sonore (la rara *b, la *d, la *g etc.);

- la stabilizzazione di forme della flessione nominale e verbale che per gli indoeuropeisti non avevano ancora una dimensione ben fissata nel sistema linguistico dell'indoeuropeo originario;

- l'inserzione, nel lessico, di elementi derivati dagli idiomi (per lo più essi stessi indoeuropei) che nella storia d'Europa hanno svolto il ruolo di lingua di cultura.